# Allium fanjingshanense
Allium fanjingshanense — вид рослин з родини амарилісових (Amaryllidaceae); ендемік Китаю. 

## Опис
Новий вид схожий на A. prattii, але відрізняється від останнього довшими черешками, білими квітками, майже рівною довжиною листочків оцвітини, і тичинкові нитки коротші, ніж листочки оцвітини.

## Поширення
Ендемік Китаю — Гуйчжоу.
Зростає приблизно на висоті 2200 м.